# Stephen M. Veazey
Stephen Mark Veazey (ur. 3 maja 1957) – amerykański duchowny, obecny Prezydent-Prorok Społeczności Chrystusa.

## Wykształcenie
- Licencjat na Uniwersytecie Stanu Tennessee
- Magister religii na Park University

## Początki służby
Jako młody człowiek, Stephen M. Veazey, służył Społeczności Chrystusa w urzędzie kaznodziei próbnego w Północnozachodnim Regionie Pacyficznym, w Portland, w stanie Oregon. Ponadto spełniał się w roli kierownika kampów i seminariów dla młodzieży, pracował także w kościelnych oddziałach młodzieżowych. Kolejno służył jako: Przewodniczący Starszy w zborze w McKenzie, w stanie Tennessee oraz doradca pastora zboru w Paris, Tennessee.
Przed 1983 r. był opiekunem wykonawczym zboru w Fremont, w stanie Kalifornia; zarządzał również projektem rozwoju misyjnego, sfinansowanym przez światowy Kościół dla San Francisco Bay Stake.

## Służba pełnoczasowa
Stephen M. Veazey służył Kościołowi jako pełnoczasowy kaznodzieja od 1983 r. W 1992 r. został ordynowany na członka Kworum Dwunastu Apostołów. W kwietniu 2002 r. został Prezydentem Kworum Dwunastu, a następnie, wyznaczony przez Pierwsze Prezydium, objął stanowisko Kierownika Służb Terenowych. Przewodził również innym służbom, w tym Służbom Zakładania Kościołów.
Płaszczyzna na której Stephen M. Veazey służył Kościołowi obejmowała ponadto pracę misyjną i administracyjną m.in. w Południowej Misji Stanów Zjednoczonych, Centralnym Polu Wschodnioafrykańskim, Centralnych Polach Południowego i Wschodniego Rejonu Stanów, Wydziale Służb Programowych etc.

## Wybór na Prezydenta
Kandydatura Stephena M. Veazeya została przedstawiona przez Kwora Przywództwa Kościoła, w tym Kworum Dwunastu Apostołów w marcu 2005 r., po rezygnacji W. Granta McMurraya. Podczas Światowej Konferencji, dn. 3 czerwca 2005 r., delegaci Kościoła zatwierdzili wybór i Stephen M. Veazey został ordynowany na ósmego Prezydenta-Proroka Kościoła oraz Prezydenta Wyższego Kapłaństwa.